# Piera Capitelli
Piera Capitelli (Stradella, 27 novembre 1949) è una politica italiana.
È stata membro della Camera dei deputati dal 1996 al 2006 e sindaco di Pavia dal 2005 al 2009.

## Biografia
Laureata in Lettere all'Università Cattolica del Sacro Cuore di Milano, è stata dirigente scolastico nelle scuole elementari.
Dal 1981 al 1985 è stata consigliere circoscrizionale a Pavia per il Partito Comunista Italiano. In seguito, fino al 1996 è stata consigliere comunale, assessore e vicesindaco a Stradella.
Dal 1996, nella XIII Legislatura, è stata deputata per il Partito Democratico della Sinistra. Riconfermata nel 2001 per la XIV Legislatura, ha fatto parte del gruppo dei Democratici di Sinistra fino alla scadenza del mandato nel 2006.

### Sindaco di Pavia
Candidata a sindaco di Pavia dalla coalizione di centro-sinistra in occasione delle elezioni comunali del 2005, al primo turno, tenutosi il 3 ed il 4 aprile, ha ottenuto il 45,05% dei voti, accedendo al ballottaggio con il candidato del centro-destra Giorgio Rondini, noto pediatra del Policlinico San Matteo di Pavia; in occasione del ballottaggio del 17 e 18 aprile ha ottenuto il 54,55% dei consensi ed è stata quindi eletta prima cittadina, succedendo ad Andrea Albergati, suo collega di coalizione, e diventando la prima e fino ad oggi unica donna a conquistare la poltrona di Palazzo Mezzabarba.
Nel 2007 è stata nominata nel coordinamento nazionale del neonato Partito Democratico.
Il 28 gennaio 2009 si è dimessa dalla carica di sindaco di Pavia; le dimissioni sono state precedute due giorni prima da quelle del Vicesindaco e di 22 consiglieri (19 d'opposizione e 3 di maggioranza) dei quaranta che componevano il Consiglio comunale. Il comune è stato quindi commissariato fino alle successive elezioni, le quali hanno visto l'affermazione del candidato del centro-destra Alessandro Cattaneo, diventato il sindaco più giovane nella storia di Pavia.